# Mochihito
Prinz Mochihito (jap. 以仁王, Mochihito-ō; † Juli 1180), auch bekannt als Takakura no Miya (高倉宮) und Minamoto Mochimitsu (源 以仁) war ein Sohn des Kaisers Go-Shirakawa. Er ist bekannt für seine Rolle beim Beginn des Genpei-Krieges.
Im Glauben, dass Taira no Kiyomori ihm den Thron vorenthalten hatte und dass Kiyomori Leiden verursachte, Gräber entweihte und das buddhistische Gesetz missachtete, unterstützte Mochihito den Minamoto-Klan in deren Konflikt mit den Taira.
Im Gegenzug veranlasste Minamoto no Yorimasa den Minamoto-Klan, Mochihitos Thronanspruch zu unterstützen.
Im Mai 1180 schickte Yorimasa einen Aufruf an die anderen Minamoto-Führer und die Klöster (Enryaku-ji, Mii-dera und andere), dass Kiyomori das Gesetz gebrochen habe; er bat im Namen des Prinzen um Hilfe gegen die Taira.
Als Kiyomori davon erfuhr, schickte er seine Leute nach Mochihito aus, der sich nach Mii-dera am Fuß des Berges Hiei zurückzog, aber erfahren musste, dass sich die Kriegermönche von Mii-dera aus verschiedenen politischen Gründen nicht auf die Unterstützung der anderen Klöster verlassen konnten. So floh er mit einer kleinen Minamoto-Streitmacht über den Fluss Uji zur Phönix-Halle des Byōdō-in. Hier wurden sie von Kräften der Taira gestellt und die Schlacht von Uji begann. Die Brücke über den Uji war ein Schwerpunkt der Kämpfe und der Brückenbelag wurde der Legende nach zerschlagen, um den Fortschritt der Taira zu verzögern. Schließlich wurden die Minamoto in die Phönix-Halle zurückgedrängt, wo Yorimasa Seppuku beging. Mochihito entkam Richtung Nara, wurde aber auf dem Weg gefangen genommen und kurz darauf getötet.